# Pedro Russo
Pedro Russo (Figueira de Castelo Rodrigo, 1977) é um astrofísico português, coordenador global do Ano Internacional da Astronomia 2009.
Licenciou-se em Astronomia e tem um Mestrado em Geofísica pela Faculdade de Ciências da Universidade de Porto. Em 2008, coordenou globalmente o Ano Internacional da Astronomia 2009, uma iniciativa da União Astronómica Internacional e da UNESCO e apoiada ao mais alto nível pelas Nações Unidas. Vive em Leiden desde 2010 onde coordena o projecto Universe Awareness. Esteve integrado no grupo de trabalho da Agência Espacial Europeia/telescópio espacial Hubble na Organização Europeia para a Investigação em Astronomia no Hemisfério Sul (ESO). Nunca tendo deixado a investigação científica, iniciou o doutoramento sobre a atmosfera do planeta Vénus no Instituto Max Planck. A nível internacional colabora activamente com diferentes organizações, como a União Astronómica Internacional, a Comissão 55-Comunicação de Astronomia com o Público, a Rede Europeia de Ciências Planetárias (Europlanet), a União Geofísica Internacional e a Federação Astronáutica Internacional. É o editor da revista científica Communicating Astronomy com o Public Journal.